# Dolmabahçepalatset

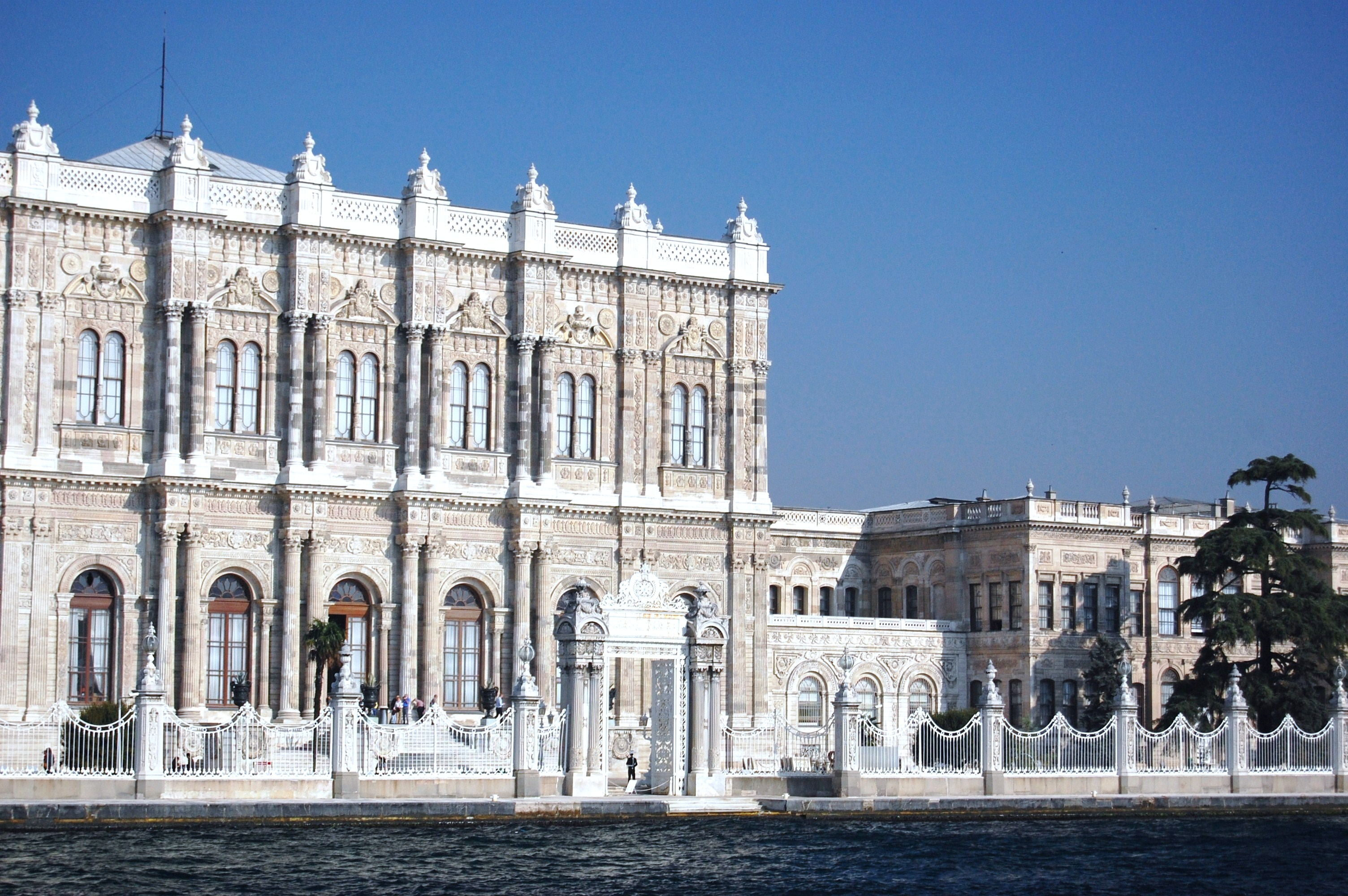
Dolmabahçepalatset

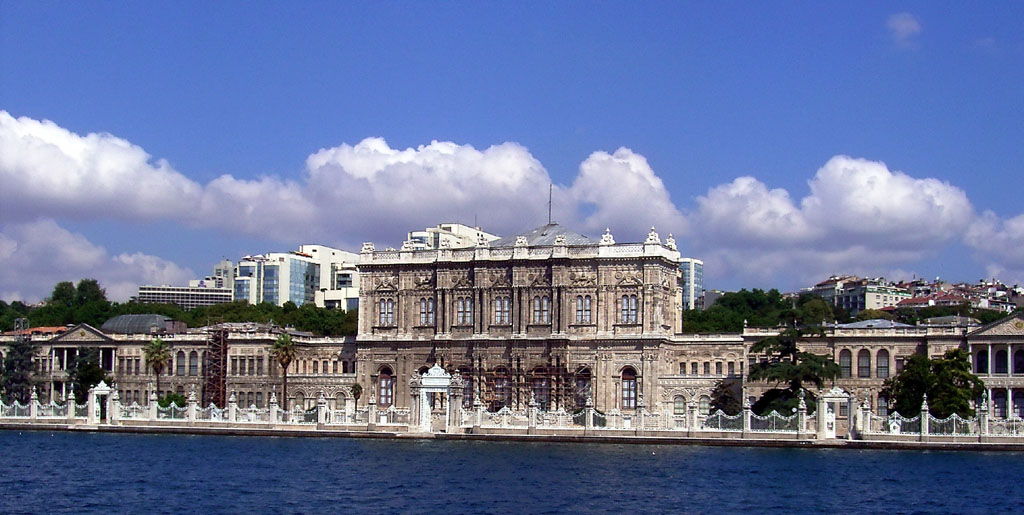
Dolmabahçepalatset, sett från Bosporen.

Dolmabahçepalatset (Dolmabahçe Sarayı) är ett palats i Istanbul, beläget på den europeiska sidan av Bosporen, strax norr om stadskärnan. Palatset tjänade som administrativt centrum för det osmanska riket från 1856 till 1887 och från 1909 till 1922. Palatset ritades av Garabet Balyan, hans son Nigoğayos Balyan och Evanis Kalfa som tillhörde den armeniska Balyanfamiljen.

## Historik
Dolmabahçe var från början en bukt i Bosporen som gradvis fylldes ut under 1700-talet för att bli en kunglig trädgård åt de osmanska sultanerna; därav kommer namnet, bestående av dolma, "fylld", och bahçe, "trädgård". Flera sommarpalats byggdes på platsen under 1700- och 1800-talen.
Palatset som står på platsen idag uppfördes 1843–1856 under sultan Abd ül-Mecid I:s styre. Sultanen flyttade dit från Topkapipalatset, då det gamla palatset saknade moderna bekvämligheter som exempelvis rinnande vatten. Dolmabahçepalatset var huvudresidens 1856–1887, ersattes sedan av Yildizpalatset men blev sedan åter huvudresidens 1909–1923.
Palatset har en yta på 45 000 m² och innehåller 285 rum, 46 hallar, 6 turkiska badrum (hamam) och 68 toaletter. Den berömda kristalltrappen är byggd i form av en dubbel hästsko i materialen kristall, mässing och mahogny.

## Bilder

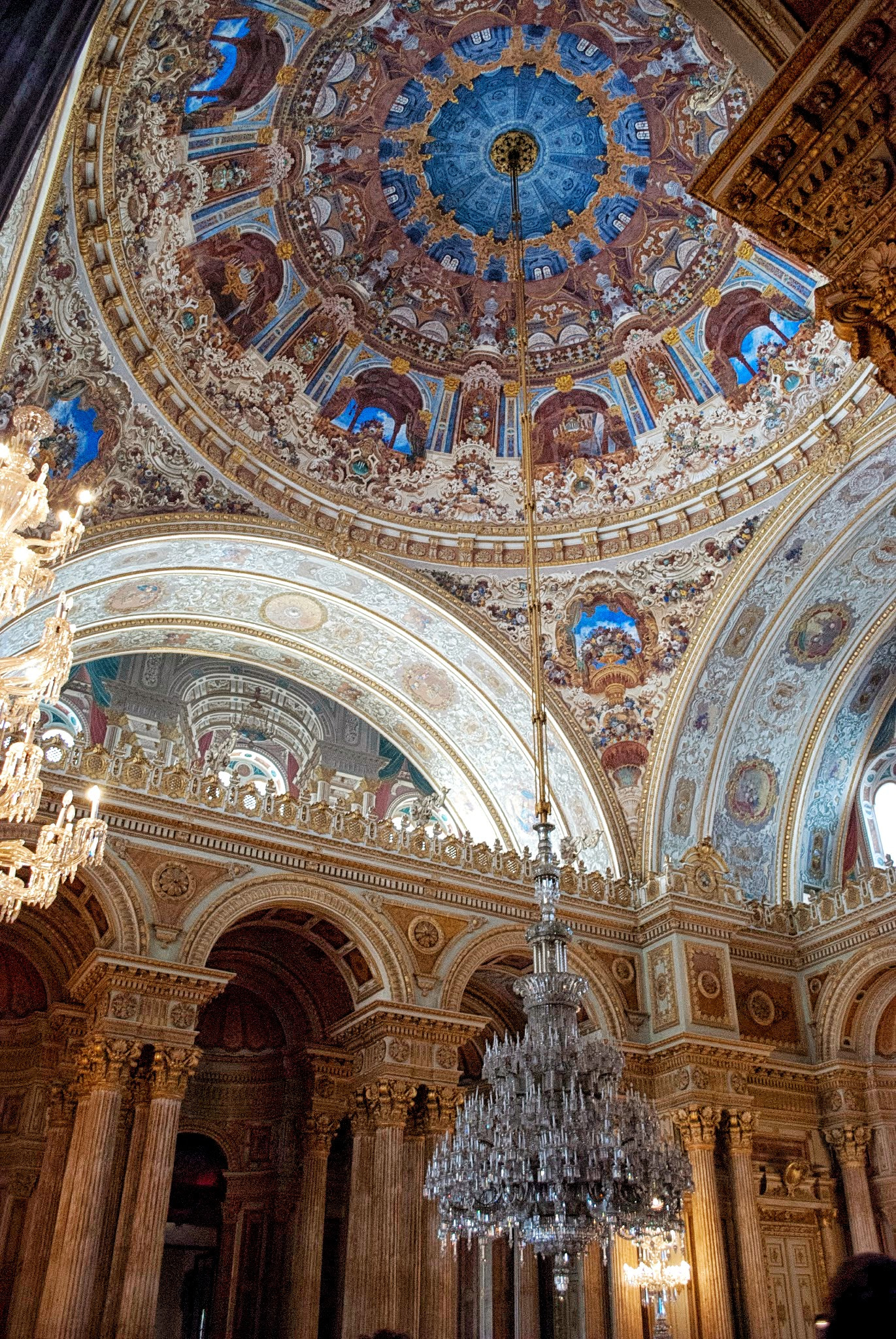
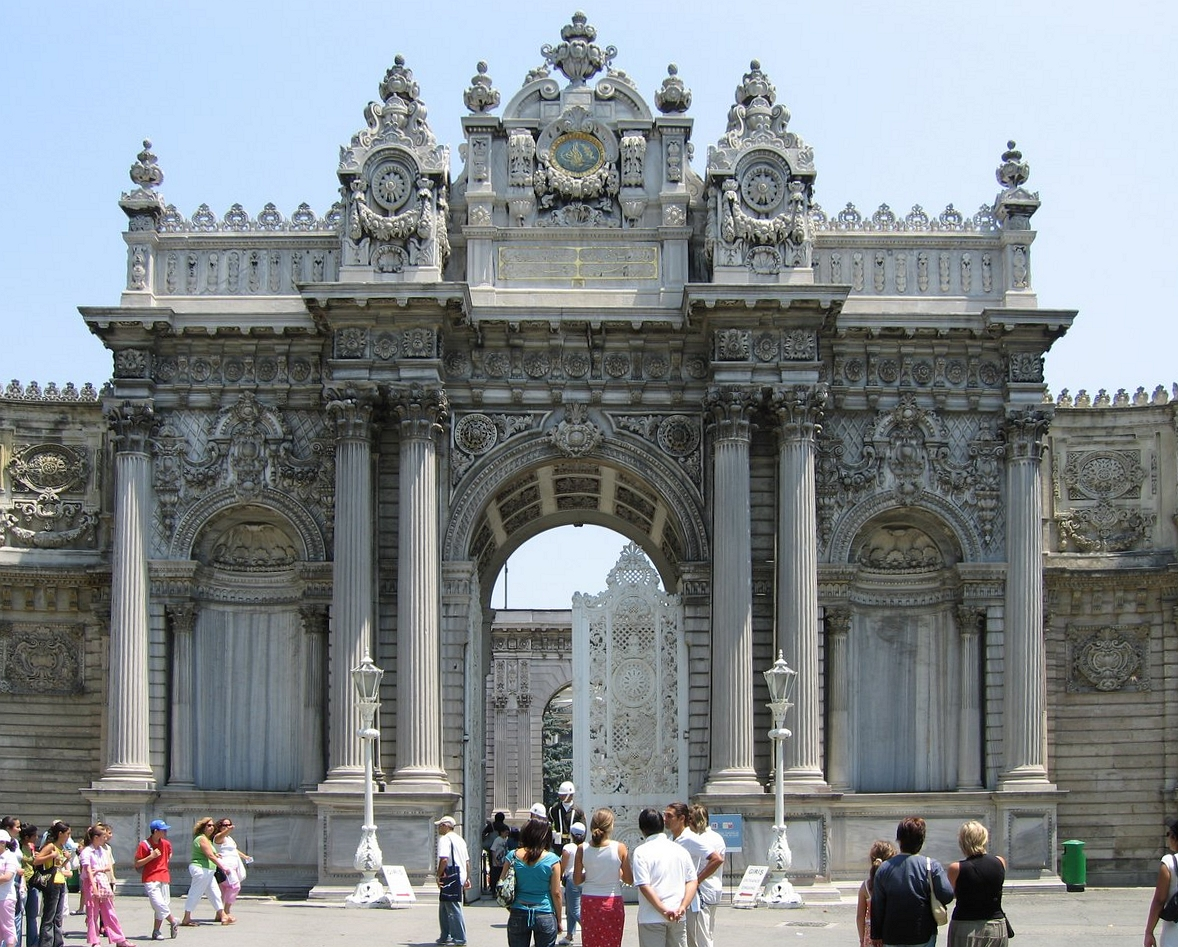
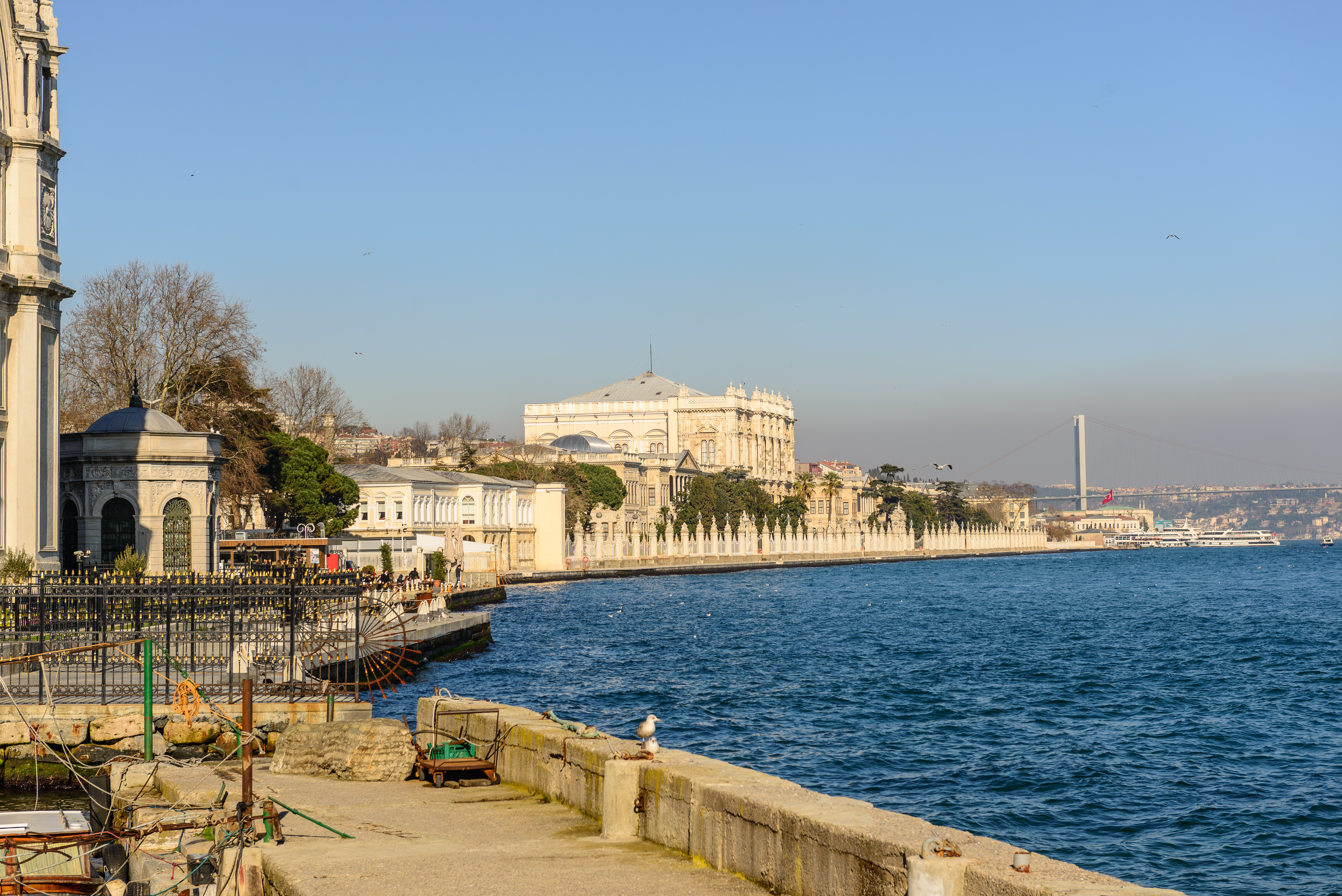
Dolmabahçepalatset vid strandlinjen mot Bosporen, sett ur sydlig vinkel.
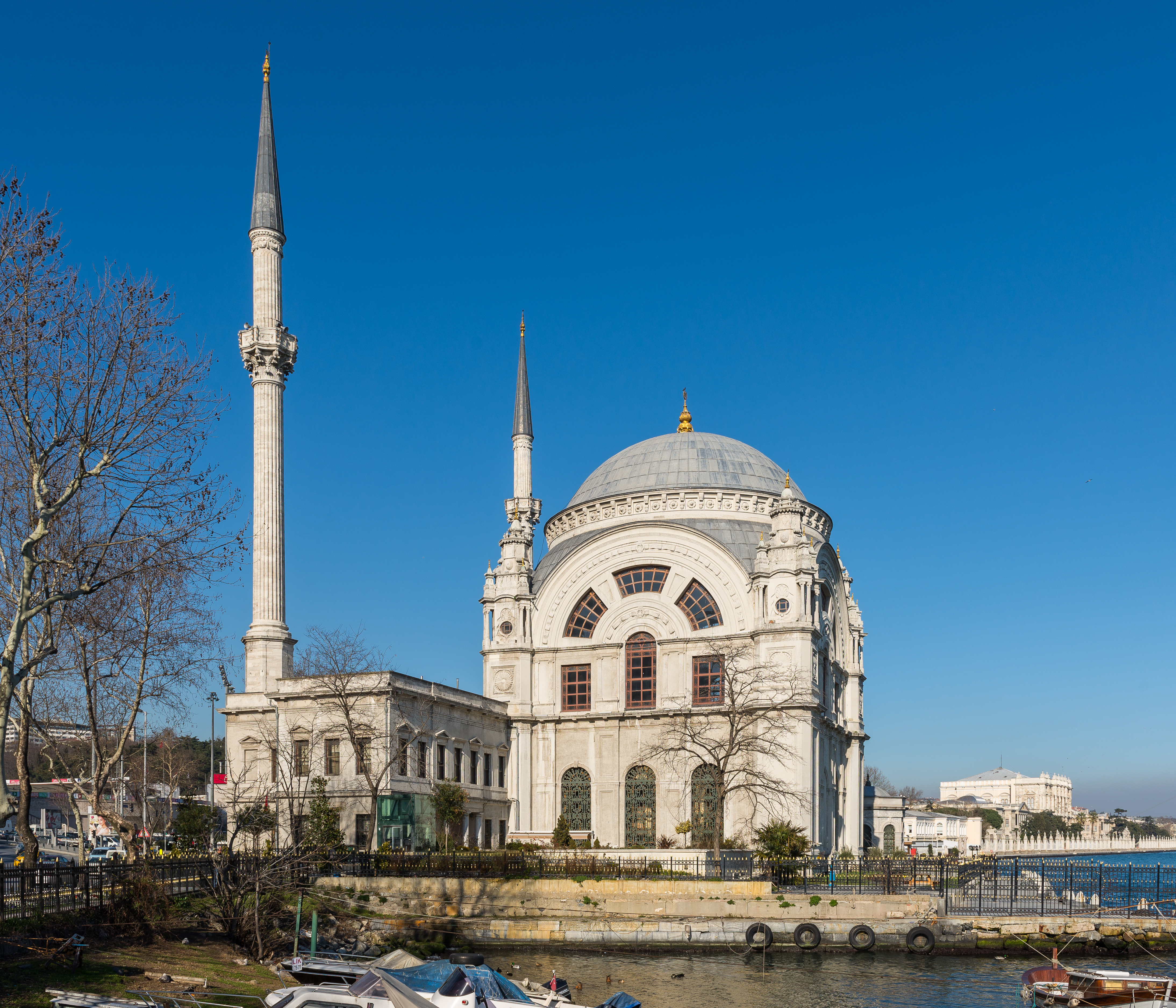
Dolmabahçemoskén i anslutning till palatset.
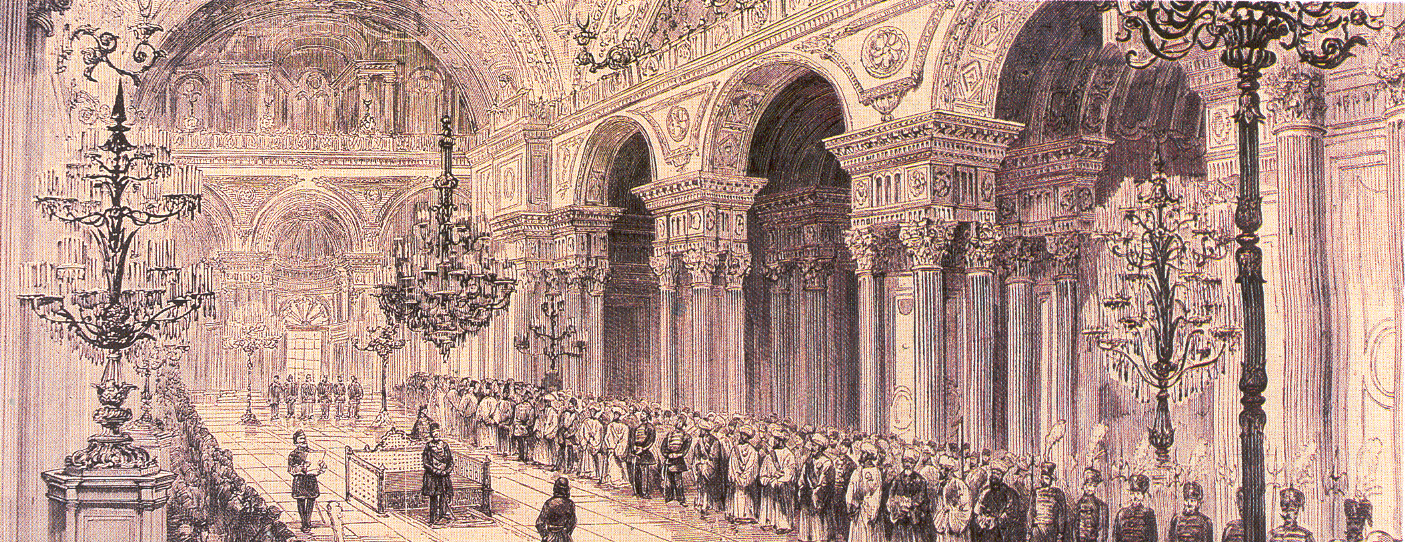
Öppningsceremoni för det första osmanska parlamentet i palatset 1876.
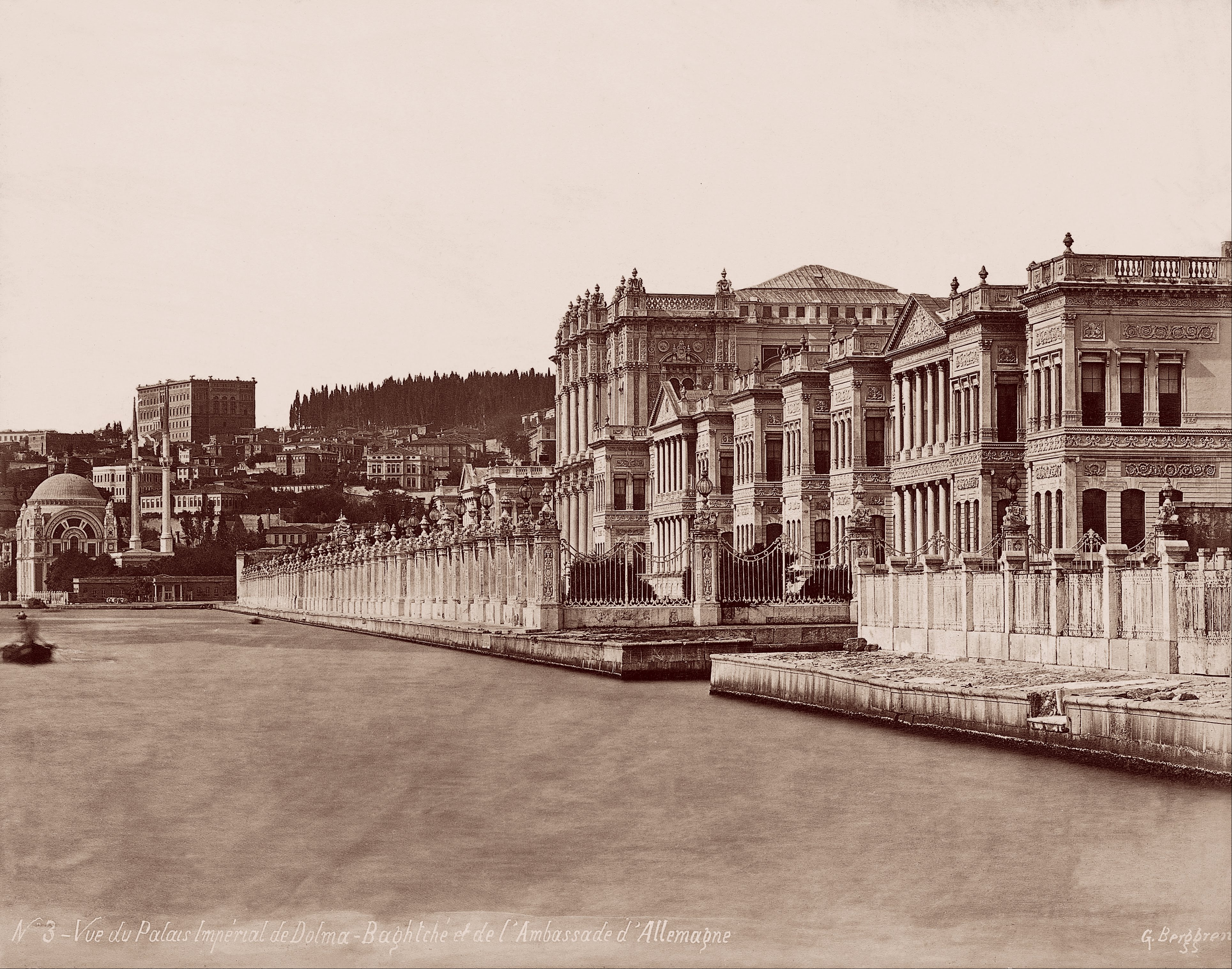
Palatset i slutet av 1800-talet, längst till vänster Dolmabahçemoskén.
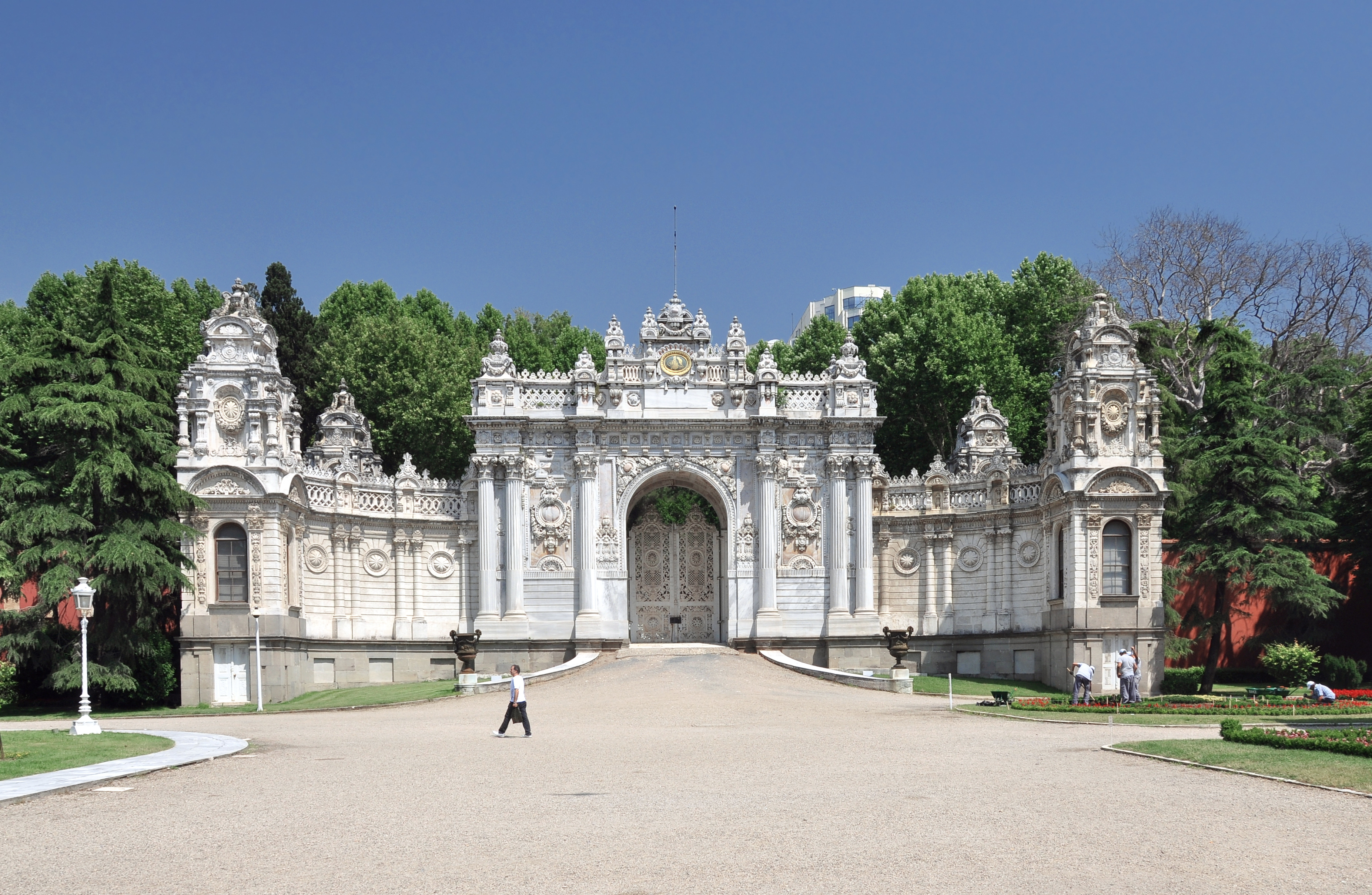
Dolmabahçepalatse